# Walter E. Brehm

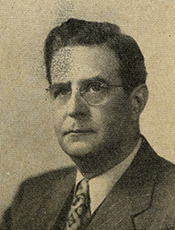
Walter E. Brehm

Walter Ellsworth Brehm (* 25. Mai 1892 in Somerset, Perry County, Ohio; † 24. August 1971 in Columbus, Ohio) war ein US-amerikanischer Politiker. Zwischen 1943 und 1953 vertrat er den Bundesstaat Ohio im US-Repräsentantenhaus.

## Leben
Walter Brehm besuchte die öffentlichen Schulen seiner Heimat, die Boston University in Massachusetts und die Ohio Wesleyan University in Delaware. Zwischenzeitlich arbeitete er in Stahlwerken, Gummifabriken und auf den Ölfeldern. Von 1908 bis 1913 gehörte er der Nationalgarde von Ohio an. Anschließend studierte er bis 1917 an der Ohio State University Dental School in Columbus Zahnmedizin. Zwischen 1921 und 1942 praktizierte Brehm in Logan als Zahnarzt. Politisch schloss er sich der Republikanischen Partei an. Von 1936 bis 1938 war er Finanzvorstand seiner Partei im Hocking County; zwischen 1938 und 1942 saß er als Abgeordneter im Repräsentantenhaus von Ohio.
Bei den Kongresswahlen des Jahres 1942 wurde Brehm im elften Wahlbezirk von Ohio in das US-Repräsentantenhaus in Washington, D.C. gewählt, wo er am 3. Januar 1943 die Nachfolge des Demokraten Harold K. Claypool antrat. Nach vier Wiederwahlen konnte er bis zum 3. Januar 1953 fünf Legislaturperioden im Kongress absolvieren. In diese Zeit fielen das Ende des Zweiten Weltkrieges, der Beginn des Kalten Krieges und der Koreakrieg. Im Jahr 1950 geriet Brehm wegen illegaler Spendenannahmen in die Kritik. Er wurde angeklagt und zu einer Geldstrafe verurteilt. Eine ausgesprochene Gefängnisstrafe wurde in der Berufung wieder aufgehoben. Im Jahr 1952 wurde er nicht wiedergewählt.
Nach dem Ende seiner Zeit im US-Repräsentantenhaus war Walter Brehm wieder als Zahnarzt tätig. Später gab er diesen Beruf auf und arbeitete bei einer Firma, die zahnmedizinische Bedarfsartikel vertrieb. Er starb am 24. August 1971 in Columbus.